# والتر هرمان
والتر هرمان (إنجليزية:walter herrmann)(ولد 20 سبتمبر 1910 - توفى 11 أغسطس 1987) هو فيزيائى في الطاقة النووية ألمانى الجنسية ومهندس ميكانيكى، عمل على مشروع الطاقة النويية الألمانى خلال الحرب العالمية الثانية. وترأس مختبر خاص بقايا التفكك النووى في مختبر (V) بالاتحاد السوفيتى.

## السيرة
ولد هرمان في كرفوت الألمانية وأكمل شهادته الهندسية من جامعة دريسدن التقنية عام 1937.

## حياته العملية

### ما قبل الحرب
بعد إنهاء دراسته، هرمان قضى عدة سنوات كمهندس أبحاث في محطة توليد الكهرباء الواقعة في بولن، ساكسونيا (مقر أعمال AG). في يناير 1939 , انتقل إلى دريسدن. ونتيجة لمهاراته في الهندسة الحرارية، ومعرفته بالنظم التقنية لمحطات توليد الطاقة، ساعد هرمان في بناء محطة الكهرباء التجريبية الواقعة في إسبنهاين خلال فترة بقائه في دريسدن.